# 케이프회색몽구스
케이프회색몽구스 또는 작은회색몽구스(Galerella pulverulenta)는 남아프리카에서 사는 몽구스의 일종이다.

## 외형적인 특징
작은 종으로 몸길이 55~69cm, 몸무게 0.5~1.0kg이다. 몸은 어두운 회색을 띠며, 꼬리 끝은 더 진하다. 다리는 몸 쪽보다 좀더 어두운 회색을 띤다. 대표적인 가늘고 긴 몽구스 종이다. 귀는 작고 둥글며 머리 양쪽에 위치한다. 꼬리는 길고 붓꼬리 모양이다. 이빨 형태는 자르고 으깨기 좋은 방향으로 적응했음을 보여 주고 있다.